# Anthurium caraboboense
Anthurium caraboboense är en kallaväxtart som beskrevs av Thomas Bernard Croat. Anthurium caraboboense ingår i släktet Anthurium och familjen kallaväxter. Inga underarter finns listade.